# Barilium
Barilium („těžká kyčelní kost“) byl rod iguanodontního ornitopodního dinosaura, žijícího v období spodní křídy (stupeň valangin) na území dnešní Velké Británie. 

## Historie
Původně byl fosilní materiál tohoto ornitopoda popsán jako Iguanodon dawsoni paleontologem Richardem Lydekkerem již v roce 1888. Mohutný býložravec je znám z fosilního materiálu dvou jedinců, objevených na jihozápadě Anglie. V roce 2010 byl překlasifikován na samostatný platný taxon. Spolu s rodem Hypselospinus (dříve také označovaným jako zástupce rodu Iguanodon) žil ve stejné době, lišil se však některými znaky ve velikosti a stavbě obratlů a pánevních kostí. Podle moderních fylogenetických analýz jsou jeho blízce vývojově příbuznými rody taxony Mantellisaurus, Iguanodon a Comptonatus.

## Rozměry
Barilium byl poměrně robustní iguanodont, který při délce kolem 6 až 8 metrů a hmotnosti asi 2500 kilogramů velikostně značně převyšoval hypselospina.

## Zkamenělý mozek
V roce 2016 byl oznámen objev zkamenělého "mozku" (přesněji výlitku mozkovny) velkého ornitopodního dinosaura, fosilie přitom může náležet právě zástupci rodu Barilium.